# Kuvajt
Kuvajt (arabsko Dawlat al-Kuwajt) je majhna, a z nafto bogata monarhija ob obali Perzijskega zaliva, ki na severu meji na Irak, na jugu pa na Saudovo Arabijo.

## Naravne razmere

### Lega in površje
Kuvajt leži v Jugozahodni Aziji, na skrajnem koncu Perzijskega zaliva. Prevladuje ravno do rahlo valovito površje s plitvimi kotanjami, ki se od obale neopazno dvigujejo proti notranjosti, nekoliko višji svet je le na JZ (najvišji vrh aš-Šaqāya z 281 m). Obala je nizka, na severozahodu poteka vzporedno z njo v notranjost do 150m visoka strukturna stopnja az-Zawr.

### Podnebje
Podnebje je subtropsko puščavsko, ob obali poleti zelo soparno. Skoraj vse padavine padejo od novembra do aprila (25-200mm).

### Vode
Kuvajt nima površinskih vodotokov. Črpanje podtalnice se zmanjšuje; večino sladke vode pridobivanje z razsoljevanjem morske vode.

### Tla in rastje
Prevladujejo puščavska, marsikje zaslanjena tla. Rastje je ob obali polpuščava z nekaj oazami (največja al-Ğahra), v notranjosti pa prevladuje puščava.

## Prebivalstvo in poselitev

### Prebivalstvo
Pred iraško zasedbo (1990-1991) je bilo od 2 milijonov prebivalcev kar dve tretjini tujcev in le okoli 100.000 pravih Kuvajtčanov, članov starih beduinskih rodbin. Ob iraški zasedbi je v državi ostalo le okoli 400.000 ljudi, a so se po končani vojni hitro vrnili. Zdaj v Kuvajtu živi 38 % arabsko govorečih prebivalcev s kuvajtskim državljanstvom in 62 % tujcev, od tega 40 % drugih Arabcev (največ iz Jordanije, Egipta, Palestine) ter okoli 20 % prebivalcev iz drugih držav največ iz Indije in Pakistana (8 %) ter Irana (4 %). Tujci zasedajo večino delovnih mest, saj je med aktivnim prebivalstvo le 19,5 % kuvajtskih državljanov in kar 80,5 % tujcev (2001).
| 19,6‰                 |
| 2,8‰                  |
| 16,8‰                 |
| 10,7‰                 |
| 2,7 %                 |
| M:76,7 let;Ž:77,9 let |
| 27,9 %                |
| 4,3 %                 |
| 96,1 %                |
| 1.466.092 (57,6 %)    |
| 7,6 %                 |

### Verska pripadnost
Po verski pripadnosti je 85 % prebivalcev muslimanov (od tega 45 % sunitov in 40 % šiitov) drugi so kristjani, hindujci in drugi. 

### Poselitev
Velika večina prebivalstva živi v večjih mestih  ob obali, notranjost je zelo redko poseljena.
| Večja mesta (št. preb., 2004) |                     |  |  |  |  |  |  |  |  |
| Ime mesta                     | Število prebivalcev |  |  |  |  |  |  |  |  |
| Hītān al-Janūbīya\|204.000    |                     |  |  |  |  |  |  |  |  |
| Al-Sabāhīya\|188.000          |                     |  |  |  |  |  |  |  |  |
| Jalīb aš-Šuyūh\|166.000       |                     |  |  |  |  |  |  |  |  |
| as-Sālimiya\|159.000          |                     |  |  |  |  |  |  |  |  |
| Subbāh as-Sālim\|139.000      |                     |  |  |  |  |  |  |  |  |
| al-Qurayn\|129.000            |                     |  |  |  |  |  |  |  |  |
| Hawallī\|93.000               |                     |  |  |  |  |  |  |  |  |
| al-Farwānīya\|87.000          |                     |  |  |  |  |  |  |  |  |
| as-Slaybīya\|81.000           |                     |  |  |  |  |  |  |  |  |
| al-Kuwayt\|60.000             |                     |  |  |  |  |  |  |  |  |
|                               |                     |  |  |  |  |  |  |  |  |

## Državna ureditev
Po ustavi iz 11.11.1962 je Kuvajt dedna monarhija oz. emirat pod oblastjo rodbine as-Sabāh. Državo vodi emir, on in njegova rodbina imajo v rokah večino izvršilne oblasti. Volilno pravico imajo samo državljani, starejši od 21 let, iz družin, ki so bile že 1920 stalno naseljene v Kuvajtu, in priseljenci, ki v Kuvajtu živijo že najmanj 20 let. 
Politične stranke niso dovoljene, ženske so dobile volilno pravico šele maja 2005.
Enodomna narodna skupščina (Majlis al-Umma) ima 50 članov, ki jih za 4 leta izvolijo na splošnih volitvah, po dva iz vsakega od 25 volilnih območij.

## Zgodovina
Ob obali Kuvajtskega zaliva, ki je od 1638 pripadala otomanski provinci Basra, se je 1710 naselila skupina beduinov iz arabskega plemena Aniza. 1756 so za voditelja izbrali Abu Abdullaha iz rodbine as-Sābah in ta rodbina v Kuvajtu vlada še danes. Združeno kraljestvo je leta 1775 med Alepom (Sirija) in Kuvajtom vzpostavilo poštno zvezo z Indijo, z leti pa se je britanski vpliv povečal. Januarja 1899 sta Kuvajt in Združeno kraljestvo podpisala sporazum o zaščiti, vendar je Združeno kraljestvo formalno priznavalo turško suverenost nad Kuvajtom vse do 3. novembra 1918, ki je Kuvajt postal britanski protektorat. Leta 1922 je moral Kuvajt dve tretjini svojega ozemlja odstopiti Saudovi Arabiji.
Kuvajt je postal neodvisen 19. junija 1961, vendar je Irak takoj po razglasitvi objavil, da je Kuvajt del njegovega ozemlja, in šele 1963 priznal neodvisnost te države.
Julija leta 1990 se je zaradi črpanja nafte v neposredni bližini meje zaostril spor z Irakom, kar je bil povod za iraški napad na Kuvajt (2. avgusta 1990). 8. avgusta 1990 si je Irak priključil celotno kuvajtsko ozemlje in ga 28. septembra 1990 spremenil v iraško provinco. Varnostni svet OZN je 29.11.1990 z ultimatom  zahteval, da se Irak do 15. januarja 1991 popolnoma umakne z zasedenih ozemelj. Ker je Irak ultimat zavrnil, se je 17. januarja 1991 z letalskimi napadi združene vojske protiiraške koalicije (predvsem ZDA in Saudova Arabija ter evropske članice zveze NATO) začela operacija Puščavski vihar in z njo zalivska vojna. Kopenske sile kuvajtskih zaveznikov so 24. februarja 1991 s saudskega ozemlja začela obsežno ofenzivo in do 28. februarja 1991 osvobodile Kuvajt. Ob umiku so Iračani zažgali od 600 do okoli 900 naftnih vrtin, druge pa hudo poškodovali in s tem povzročili hudo ekološko nesrečo in veliko škodo.
Z ustavnimi spremembami (1997) je emir Jabir al-Ahmed (do 1. januarja 1978) izpeljal delno demokratizacijo države, vendar ima rodbina as-Sābah še naprej v rokah večino oblasti. 16. junija 2005 so ženske dobile vse politične pravice, vključno s pravico kandidiranja za sedež v parlamentu. Po smrti emirja Jabirja je novi emir postal Sabah al-Ahmed al-Jabir (od 29. januarja 2006).

## Gospodarstvo
Kuvajtsko gospodarstvo je povsem odvisno od nafte in zemeljskega plina, vendar so že zgodaj doberšen del dohodkov namenili postavitvi industrije, ki ni neposredno povezana z nafto. Višek prihodkov shranjujejo v dveh državnih skladih (Sklad za prihodnje generacije in Splošni rezervni sklad), v katerih je bilo pred iraškim napadom več kot 100 milijard USD sredstev, večinoma kot naložbe v ZDA, Nemčiji, Združenem kraljestvu, Franciji, na Japonskem in v Jugovzhodni Aziji. Polovico teh sredstev so porabili za financiranje osvoboditve (1991) in povojno obnovo, tako da je v obeh skladih zdaj 50-60 milijard USD. Na ta način in z obilno tujo pomočjo si je povsem uničeno kuvajtsko gospodarstvo do 1994 že opomoglo.

### Kmetijstvo
Kuvajt ima samo 8100ha njiv in trajnih nasadov (0,5 % površine ter 136.000 ha skromnih polpuščavskih pašnikov (7,6 %). Največja težava je pomankanje vode za umetno namakanje, čeprav so dosegli  precej uspeha z uporabo vode iz čistilnih naprav (namakajo okoli 7000 ha). Z domačo pridelavo pokrivajo četrtino potreb po povrtninah, pridelujejo še dateljne in nekaj vrst sadja. V živinoreji sta najpomembnejša perutninarstvo in mlečna govedoreja. Ribištvo je skromno (okoli 3700t).

### Rudarstvo in energetika
Nafto so v Kuvajtu odkrili leta 1938, komercialno pa so jo začeli pridobivati leta 1946, od 1975 je vsa naftna industrija podržavljena (KOC, Kuwait Oil Company). Imajo 97 milijard sodčkov nafte na zalogi (8 % svetovnih zalog), predvsem jugozahodno od glavnega mesta (Burgan, Magwa, Ahmadi), na skrajnem jugu (al-Wāfra) in na severu (Ratqa). Nafto črpajo tudi na 1922. leta ustanovljenem saudsko-kuvajtskem nevtralnem območju (5770 km²), ki sta si ga državi razdelili na pol, ležiča nafte pa še naprej izkoriščata skupaj. Letna proizvodnja nafte je 115,2 milijona ton.
Kuvajt nima velikih nahajališč zemeljskega plina, saj je ves navezan na ležišča nafte. Vse do leta 1976 so ga sežigali, zdaj pa ga precej črpajo nazaj v globino, drugo porabijo za pridobivanje električne energije in v petrokemični industriji.
Instalirana moč elektrarn je 9300 MW; vso električno energijo pridobijo v petih termoelektrarnah iz domačega zemeljskega plina in nafte; največji sta az-Zour (2511 MW) in as-Subiya (2400 MW).

### Industrija
Najpomembnejša je petrokemična industrija, sa je Kuvajt v zadnih desetletjih načrtno vlagal v predelovalne zmogljivosti, tako da večino surove nafte predelajo doma. Rafinerije nafte so Mina al-Ahmadi, Mina Abdullah in aš-Šuayba; ob naslednji so leta 1997 odprli velik kompleks petrokemične industrije (etilen, polietilen, etilenglikol, amonijak,...). Dokaj razvita je še  industrija gradbenega materiala (cement, opeka), od leta 1985 načrtno spodbujajo razvoj domače drobne industrije (tekstilna, živilska, kovinska idr.).

### Turizem
Leta 2002 je Kuvajt obiskalo 1,9 milijona tujih turistov (večina enodnevnih). Edino obmorsko letovišče je na otoku Faylaka.

### Promet
Cest je 5201 km (81 % asfaltiranih). Vsa večja mesta so povezana z avtocestami, te vodijo tudi to meje s Saudovo Arabijo in Irakom. Želežniških prog nimajo. Trgovsko ladjevje ima 38 ladij  s skupno nosilnostjo 3,77 milijona ton, Najpomembnejši naftni terminal je Mina al-Ahmadi, 15 km od obale, do katerega lahko priplujejo tudi največji tankerji. Tovorna pristanišča so aš-Šuwayh, aš-Šuayba na jugu in Doha.